# Ngũ Phụng Tề Phi
Ngũ Phụng Tề Phi (五鳳齊飛, Năm con chim phượng hoàng cùng bay) là một danh xưng dùng để chỉ 5 người đồng hương cùng đỗ đại khoa trong cùng một khoa thi. Ở Việt Nam, danh xưng này được nhiều người biết đến nhất khi dùng để chỉ 5 danh sĩ người tỉnh Quảng Nam cùng đỗ đại khoa vào năm 1898.